# Christian Mekowulu
Christian Mekowulu (Lagos, 17 marzo 1995) è un cestista nigeriano, di ruolo centro.

## Carriera
Nato a Lagos, in Nigeria, si è formato cestisticamente negli Stati Uniti d'America prima all'High School Covenant Christian Academy a Marietta in Georgia, poi alla Tennessee State University dove nei due anni ha chiuso con 12,8 punti e 8 rimbalzi di media, collezionando numerosi riconoscimenti individuali, tra cui quello di miglior difensore. Gioca nell'anno da senior alla Texas A&M University mettendo a referto 8,5 punti e 6,5 rimbalzi di media, prima della chiamata nel 2019 in Italia in Serie A2 al G.M. OrziBasket viaggiando in doppia doppia di media, con 16,3 punti di media a partita e il primo posto nella classifica dei rimbalzi con 12,4 a partita. Migliore del campionato di A2 alla voce rimbalzi difensivi (8,3) e offensivi (4,1), ha chiuso terzo per falli subiti e nei primi dieci marcatori della lega. Per lui il 50% da due punti, il 29% da tre e il 68% ai tiri liberi.
Tali prestazioni gli consentono di ottenere la chiamata in massima serie al Universo Treviso: al debutto in serie A ha chiude la regular season con 12,3 punti e 6,4 rimbalzi di media. Ai play-off, nella prima partecipazione dei veneti dopo l'era Benetton, migliora le sue percentuali siglando 17,0 punti e 7,3 rimbalzi di media e in gara-2 dei quarti contro la Virtus Bologna realizza il suo high score con 23 punti, 7 rimbalzi, 6 stoppate, 9 falli subiti per un totale di 35 di valutazione, non garantendo comunque il passaggio del turno contro le V nere poi laureatesi campioni d'Italia.
Il 6 luglio 2021 viene ufficializzato il suo passaggio alla Dinamo Sassari, dove sostituisce il croato Miro Bilan.